# 泊沙康唑
泊沙康唑（英語：Posaconazole），商品名诺科飞（英語：Noxafil）等，是一种三唑类抗真菌药。
2005年10月，该药物在欧盟被批准用于医疗用途，2006年9月在美国被批准。该药物可作为仿制药使用。

## 医学用途
泊沙康唑用于治疗侵袭性曲霉菌和念珠菌感染。它也被用于治疗口腔念珠菌病（OPC），包括对伊曲康唑和/或氟康唑治疗有耐药性的OPC。它还被用于治疗严重免疫缺陷患者的念珠菌、毛黴菌和曲霉菌侵袭性感染。
泊沙康唑在治疗鐮刀菌屬引起的侵袭性疾病（镰刀菌病）方面的临床证据有限。
在小鼠模型中，泊沙康唑似乎对福氏內格里阿米巴腦膜腦炎有帮助。

## 药理学

### 药效学
泊沙康唑通过破坏磷脂酰基链的紧密堆积，削弱某些膜结合酶系统（如ATP酶和电子传递系统酶）的功能，从而抑制真菌的生长。泊沙康唑通过抑制羊毛甾醇14α-脫甲基酶和甲基化甾醇前体的积累来阻止麦角固醇的合成。泊沙康唑在抑制14α-脫甲基酶方面比伊曲康唑显著地更有效。

#### 微生物学
泊沙康唑对以下微生物具有活性：
- 念珠菌属
- 曲霉菌属
- 接合菌纲

### 药代动力学
泊沙康唑在3至5小时内被吸收。它主要通过肝脏消除，半衰期约为35小时。与高脂肪餐一起口服泊沙康唑可使生物利用度超过90%，血药浓度是空腹状态的4倍
。

## 外部連結
- 维基共享资源上的相關多媒體資源：泊沙康唑